# Mercy-le-Haut
Mercy-le-Haut település Franciaországban, Meurthe-et-Moselle megyében. Lakosainak száma 268 fő (2022. január 1.). Mercy-le-Haut Audun-le-Roman, Joppécourt, Malavillers, Mercy-le-Bas, Murville, Preutin-Higny, Serrouville és Xivry-Circourt községekkel határos.

## Népesség
A település népességének változása:
| Lakosok száma | 297  | 271  | 285  | 245  | 266  | 278  | 273  | 270  | 274  | 268  |
|               | 1968 | 1982 | 1990 | 2006 | 2013 | 2015 | 2017 | 2019 | 2020 | 2022 |